# Kravany nad Dunajom
Kravany nad Dunajom (Hongaars:Karva) is een Slowaakse gemeente in de regio Nitra, en maakt deel uit van het district Komárno.
Kravany nad Dunajom telt 759 inwoners.